# Tomasz Zabłocki
Tomasz Zabłocki (ur. 27 lutego 1978 w Bielawie) – były polski koszykarz. Wychowanek Turowa Zgorzelec.

## Przebieg kariery
- 1996–2005: Turów Zgorzelec
- 2005–2006: Astoria Bydgoszcz
- 2006–2007: Czarni Słupsk
- 2007–2009: Górnik Wałbrzych
- 2009–2010: Znicz Jarosław
- 2010-2011: Kotwica Kołobrzeg
- 2011-2012: Sportino Inowrocław (1LM)
- 2012-2013: Polonia Przemyśl (1LM)
- 2018-2019: Turów Zgorzelec (2LM)